# Campionati europei di slittino 1935
I Campionati europei di slittino 1935 sono stati la 5ª edizione della competizione.
Si sono svolti a Krynica, in Polonia.

## Medagliere
| Pos.   | Nazione        | Oro | Argento | Bronzo | Totale |
| ------ | -------------- | --- | ------- | ------ | ------ |
| 1      | Germania       | 2   | 2       | 0      | 4      |
| 2      | Cecoslovacchia | 1   | 0       | 2      | 3      |
| 3      | Polonia        | 0   | 1       | 1      | 2      |
| Totale | Totale         | 3   | 3       | 3      | 9      |

## Podi
| Evento            | Oro                       | Argento                    | Bronzo                      |
| Singolo Maschile  | Martin Tietze             | Maks Enker                 | Bronislaw Witkowski         |
| Doppio Maschile   | Walter Feist Walter Kluge | Martin Tietze Kurt Weidner | Hans Taubner Hans Schöler   |
| Singolo Femminile | Hanni Fink                | Liselotte Hopfer           | Gertrude Porsche-Schinkeová |